# 69 Nombres
69 Nombres es un grupo de rock formado en la ciudad de Barranquilla, Colombia, y actualmente radicado en Bogotá. 

## Historia
El grupo se formó en la ciudad de Barranquilla a finales de los años 90, en una etapa en la que aparecieron numerosas bandas de rock en su región. En sus inicios su sonido estuvo un poco marcado por el grunge, pero luego su sonido varió  tomando como principal influencia a The Beatles.
La calidad de su propuesta, les permitió presentarse en Bogotá en la edición de 2000 del festival Rock al Parque.
Desde ese año, el grupo se radicó en la ciudad de Bogotá. En 2002 grabaron Alba, su primer trabajo discográfico, el cual fue presentado al año siguiente, logrando amplia difusión en la radio. Su reconocimiento les permitió alternar en la presentación que hicieron ese año en Colombia los grupos mexicanos Molotov y Café Tacvba.
Luego de un receso, la banda se rearmó a finales de 2008. De la mano del inglés Phil Vinall, quien ha sido productor de Placebo, Radiohead y Zoé, 69 Nombres grabó nuevas canciones las cuales fueron editadas en el EP Tiempo, presentado en la edición 2009 de Rock al Parque.
Para 2011 la banda se ha reorganizado con una gira que ha incluido el prestigioso festival South By South West en Austin, Texas.

## Integrantes
- José Carlos María (Iusef) (voz, teclados)
- Hans Bolívar (Guitarra, teclados)
- Orlando Donado (Batería)
- Oliver Camargo (Bajo, Teclados)

## Exintegrantes
- Iván Barrera (Guitarra, voz)

## Discografía

### Producciones de estudio
- Alba. Independiente (2003)
- Tiempo (EP). Independiente (2009)
- 69 nombres (LP). Independiente (2017)

### Videoclips
- Ya no estaré (2003)
- Alba (2003)
- Malosa (2009)